# Calul bălan
Calul bălan este un roman polițist și ficțional scris de Agatha Christie și publicat pentru prima dată în Marea Britanie de către Collins Crime Club la 6 noiembrie 1961. Ediția din Marea Britanie s-a vândut la cincisprezece șilingi, iar cea americană la 3,75 dolari. 
Detectivul romancier Ariadne Oliver apare în ipostaza unui personaj minor și analizează romanele supranaturale ale lui Dennis Wheatley, care erau pe atunci foarte populare. Calul Bălan este menționat în Apocalipsa 6:8, unde este călărit de către Moarte.

## Personaje
- Mark Easterbrook, un istoric care cercetează Imperiul Mogul
- Inspectorul Lejeune, ofițerul de anchetă
- Ariadne Oliver, celebrul autor (bazat pe Agatha Christie)
- Jim Corrigan, chirurgul poliției
- Ginger Corrigan, o femeie tânără (care nu are legătură cu Jim)
- Domnul Venables, un om bogat, care folosește scaunul cu rotile
- Zachariah Osborne, farmacist
- Domnul Bradley, reprezentant legal al The Pale Horse
- Thyrza Grey, un practicant al Artelor Întunecate
- Sybil Stamfordis, un medium
- Bella Webb, bucătarul lui Thyrza Grey și vrăjitoare auto-declarată
- Thomasina Tuckerton, o tânără bogată
- Pamela "Poppy" Stirling, angajată a Flower Studies Ltd.
- Rev. Dane Calthrop, vicarul local
- Doamna Dane Calthrop, soția vicarului
- Rhoda Despard, vărul lui Mark Easterbrook
- Colonelul Hugh Despard, soțul lui Rhoda
- Doamna Tuckerton, mama vitregă al Thomasinei (și moștenitoare)
- Doamna Coppins, proprietarul pensiunii unde moare doamna Davis
- Eileen Brandon, fost angajat al Customers' Reactions Classified
- Hermia Redcliffe, iubita pretențioasă a lui Mark
- David Ardingley, un istoric, prieten al lui Mark
- Părintele Gorman, un preot romano-catolic

## Ecranizări
- A fost prima dată ecranizat de ITV în 1996 (100 de minute, cu  Colin Buchanan ca Mark Easterbrook)[1] și în 2010 ca un episod al Agatha Christie's Marple; cu Julia McKenzie.[2]
- A fost adaptat într-un miniserial cu două părți și a fost transmis de BBC One ca The Pale Horse (Calul bălan) în 2020.[3]